# داداش بنیادزاده
داداش بنیادزاده (انگلیسی: Dadash Bunyadzade; ۸ آوریل ۱۸۸۸ – ۲۱ آوریل ۱۹۳۸) سیاستمدار اهل جمهوری شوروی آذربایجان بود. وی از ۱۴ مارس ۱۹۳۰ تا ۲۳ اکتبر ۱۹۳۲ رئیس شورای کمیسرهای خلق جمهوری شوروی فدراتیو سوسیالیستی ماورای قفقاز بود. او در خلال پاکسازی بزرگ، دستگیر شد، متهم به توطئه علیه دولت شوروی و اعدام شد.
موسسه دولتی اقتصاد ملی جمهوری آذربایجان به نام داداش بنیادزاده نامگذاری شد.